# 平和 (アリストパネス)
『平和』（へいわ、希: Εἰρήνη, Eirēnē, エイレーネー、羅: Pax）は、古代ギリシアのアリストパネスによるギリシア喜劇の1つ。
ポレモス（戦争の神）によって洞窟の奥深くに投げ込まれてしまったエイレーネー（平和の女神）とその侍女オポーラーとテオーラーを、葡萄農夫トリュガイオス等が救い出し、平和を回復するという物語を通して、戦争の悲惨さと平和の尊さを表現している。
紀元前421年の大ディオニューシア祭で上演され、2等になった。優勝はエウポリスの『追従者たち（コラケス）』、3等はレウコンの『兄弟団（プラートレス）』だった。

## 日本語訳
- 『平和』 高津春繁訳、岩波文庫、1956年、改版1973年
  - 『ギリシア喜劇1 アリストパネス』 ちくま文庫、1986年
  - 『世界古典文学全集12　アリストパネス』 筑摩書房、1964年 - 元版
  - 『ギリシア喜劇全集1』 人文書院、1961年
- 『世界文学全集2』 講談社、1978年 -『男の平和』中務哲郎訳。[2]
- 『ギリシア喜劇全集2 アリストパネースII』 佐野好則訳、岩波書店、2008年